# Weisiopsis stomatodonta
Weisiopsis stomatodonta là một loài rêu trong họ Pottiaceae. Loài này được (Cardot) Broth. mô tả khoa học đầu tiên năm 1924.